# Limnodynastes convexiusculus
Espèce
Synonymes
- Ranaster convexiusculus Macleay, 1878
- Limnodynastes olivaceus De Vis, 1884
- Phanerotis novae-guineae Van Kampen, 1909

Statut de conservation UICN

 LC  : Préoccupation mineure
Limnodynastes convexiusculus est une espèce d'amphibiens de la famille des Limnodynastidae.

## Répartition
Cette espèce se rencontre en dessous de 50 m d'altitude, :
- dans le sud de la Nouvelle-Guinée :
  - dans le kabupaten de Merauke dans la province de Papouasie en Indonésie ;
  - dans la province ouest en Papouasie-Nouvelle-Guinée ;
- dans la région côtière du Nord de l'Australie depuis la région de Kimberley en Australie-Occidentale, au Territoire du Nord et au Queensland.

## Publication originale
- Macleay, 1878 : The Batrachians of the "Chevert" Expedition. Proceedings of the Linnean Society of New South Wales, vol. 2, p. 135-138 (texte intégral).